# Linha Panther-Wotan

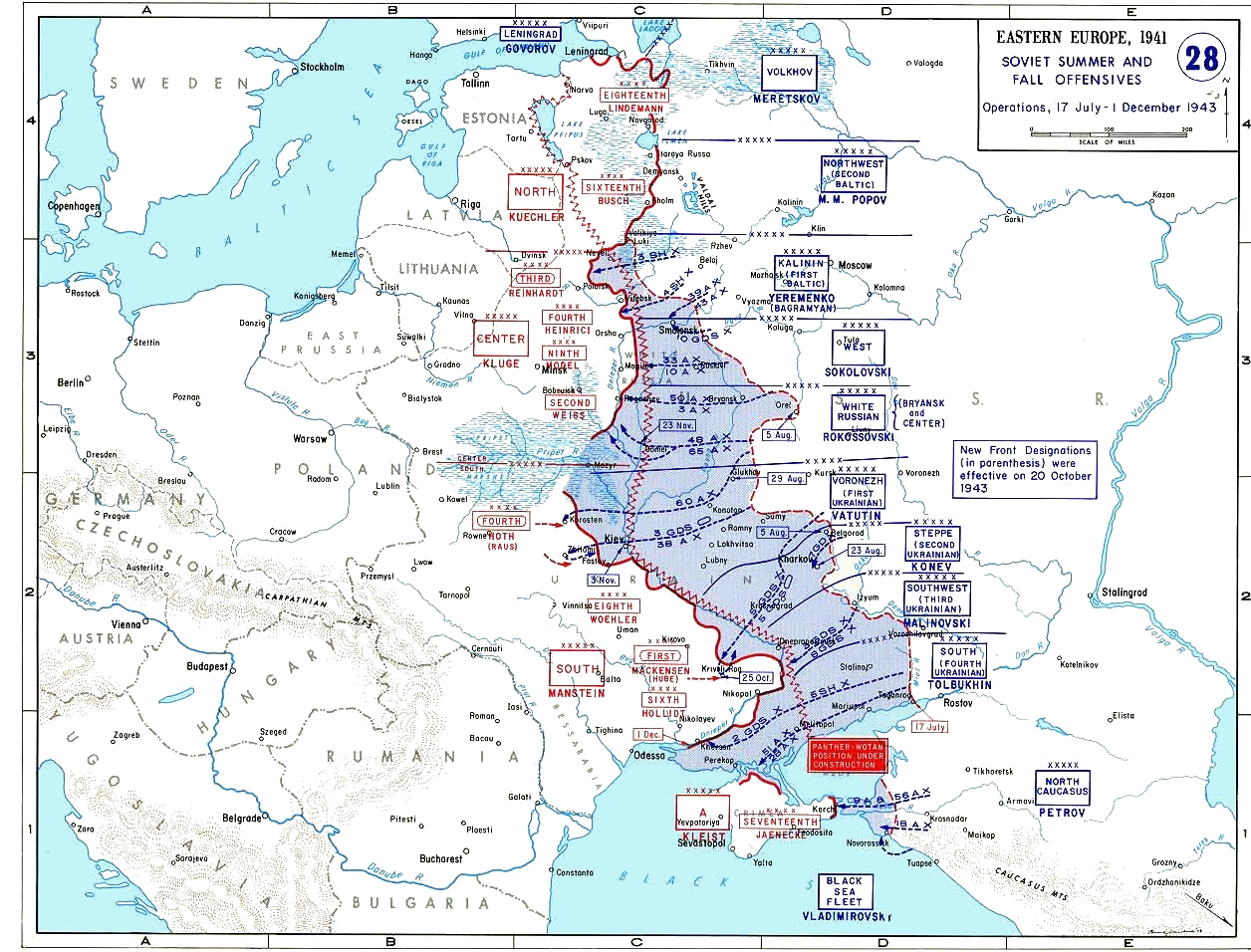
Mapa da Frente Oriental em 1943, mostrando a Linha Panther-Wotan em vermelho.

A Linha Panther-Wotan (também conhecida como Muro Leste ou Ostwall) foi uma linha defensiva parcialmente construída pela Wehrmacht alemã em 1943, na Frente Oriental da Segunda Guerra Mundial. A primeira parte do nome refere-se à curta seção norte entre o Lago Peipus e o Mar Báltico, em Narva. Estendia-se por todo o sul, em direção ao Mar Negro ao longo do rio Dniepre.

## Planejamento
Depois de reveses na frente oriental em 1942, no início de 1943 surgiram os primeiros planos para a construção de fortificações e defesas em profundidade ao longo do rio Dniepre. Após a Batalha de Kursk e a invasão da Itália, tornou-se clara a necessidade de conservar forças no leste, e passar a operações defensivas. Adolf Hitler ordenou a construção da linha defensiva em agosto de 1943, e, com isso, aceitou o abandono de qualquer nova estratégia ofensiva no leste da Europa.
Grande parte da linha corria ao longo do rio Dniepre, desde o oeste de Smolensk até o mar Negro. A linha deixou as margens do Dniepre apenas onde outro grande afluente oferecia capacidades defensivas semelhantes. No sul, onde o Dniepre se curva (parte oeste do Oblast de Dnipropetrovsk) para o oeste, decidiu-se construir a linha a leste do rio Dniepre, a fim de evitar a evacuação ou o isolamento da Crimeia. A linha do Dnipre não oferecia proteção para a ligação com o continente do Istmo de Perekop. No norte, a linha deveria ter sido construída aproximadamente de Vitebsk a Pskov, onde ela então seguia a margem oeste do Lago Peipus, e o delta do seu rio até o mar Báltico em Narva.
Quando a ordem foi assinada para sua construção, em 11 de agosto de 1943, a Wehrmacht ocupava posições às vezes centenas de quilômetros a leste da linha defensiva proposta, geralmente ao longo do rio Donets, no sul, e ao longo de uma linha aproximadamente de Smolensk a Leningrado, no norte. Uma retirada prematura para a linha teria resultado na perda de considerável território soviético, e teria sido uma operação muito complexa se o lado soviético decidisse explorar a situação durante a retirada.

## Operações defensivas
A confiança na eficácia da linha era baixa dentre o Grupo de Exércitos Norte, e seu comandante, Georg Küchler, recusava-se a referir-se à linha pelo nome "Muro Leste", temendo que isso incutisse falsas esperanças dentre suas tropas. A construção mal começara, quando o Heeresgruppe Süd de Erich von Manstein começou uma retirar rumo a ele, como parte de uma retirada geral ordenada em 15 de setembro de 1943.
O Exército Vermelho imediatamente tentou romper a linha, para negar tempo à OKH para planejar uma defesa no longo prazo, lançando a operação ofensiva estratégica do Baixo Dniepre ao longo de um trecho de 300 km do front. A linha era particularmente fraca na área ao norte do Mar Negro, de onde ela partia do rio Dniepre e cobria as proximidades da Crimeia. A Frente Sul Soviética violou a linha com relativa facilidade, cortando assim o 17º Exército alemão na Península da Criméia. As baixas do Exército Vermelho foram de 173.201 mortos e 581.191 doentes e feridos (total 754.392).
A luta depois envolveu o estabelecimento gradual de múltiplas cabeças de ponte soviéticas em todo o Dniepre. Embora as operações de travessia do Dniepre fossem difíceis, a Wehrmacht não conseguiu desalojar o Exército Vermelho de suas posições. As cabeças de ponte e as forças soviéticas implantadas nelas cresceram, e no final de dezembro de 1943 Kiev havia sido tomada pelo Exército Vermelho, que quebrou a Linha Panther-Wotan ao longo do Dniepre, forçando um recuo da Wehrmacht em direção à fronteira polonesa de 1939.
A única parte da linha que permaneceu na posse da Wehrmacht depois de 1943 foi a ponta da seção norte, a linha Panther entre o lago Peipus e o mar Báltico em Narva. Esta pequena porção da linha foi atacada durante a Batalha de Narva, com os Países Bálticos e o Golfo da Finlândia permanecendo nas mãos alemãs até 1944.
As posições defensivas ao longo do Dniepre foram capazes de desacelerar, mas não parar o avanço soviético. O rio era uma barreira considerável, mas o comprimento da linha dificultava a defesa. A incapacidade dos alemães de reverter as cabeças de ponte soviéticas depois que elas foram estabelecidas implicou que a linha não pôde ser mantida.